# Abel Masuero
Abel Luis Masuero (ur. 6 stycznia 1988 roku w Ramonie) – argentyński piłkarz występujący na pozycji obrońcy. Od 2013 zawodnik Instituto Córdoba, dokąd wypożyczony jest z KRC Genk.
Jest wychowankiem Gimnasia y Esgrima La Plata. W sezonie 2009/2010 przebywał na wypożyczeniu w klubie Ferro Carril Oeste. W sierpniu 2011 roku odszedł za 750 tysięcy euro do ówczesnego mistrza Belgii, KRC Genk. W sezonie 2012/2013 był wypożyczony do San Lorenzo de Almagro.